# Cmentarz Niekrasowski
Cmentarz Niekrasowski – czynny zabytkowy rzymskokatolicki parafialny cmentarz grzebalny w Niekrasowie. Jego właścicielem jest parafia rzymskokatolicka Nawiedzenia Najświętszej Maryi Panny w Niekrasowie.
W administracji kościelnej leży w dekanacie połanieckim, w diecezji sandomierskiej, w metropolii lubelskiej; z kolei w administracji państwowej położony jest w gminie Osiek, w powiecie staszowskim, w województwie świętokrzyskim.
Umiejscowiony malowniczo wśród pól uprawnych, w sąsiedztwie drogi powiatowej nr 0813T, która z kolei leży mniej–więcej w odległości około 350–400 m od drogi krajowej nr 79 oraz wiaduktu (linii kolejowej nr 65), jak i w odległości około 200 m od kościoła Nawiedzenia NMP (na dawnej odnodze od „traktu grodowego (Rytwiany–Sworoń przez Strzegom)” łączącym się ze „szlakiem królewskim Sandomierz – Kraków”, na odcinku Niekrasów Poduchowny (w tym sioło Za Górą) – Ossala Dworska – Strużki)). Jest on jedną z atrakcji żółtego szlaku rowerowego, w tym też pielgrzymkowego szlaku architektury drewnianej „Miejsca Mocy” prowadzącego ze Strzegomia do Beszowej; jak i zielonego szlaku turystycznego prowadzącego z Chańczy do Pielaszowa.

## Historia
Na podstawie obszernych badań archeologicznych prowadzonych na ziemi sandomierskiej wiadomo, że już kilka tysięcy lat p.n.e. istniały na tym terenie osiedla ludzkie. Świadczą o tym bogate wykopaliska w Lipniku pod Osiekiem, czy też Tursku Małym i Zawadzie koło Połańca. Z kolei w Niekrasowie, na górze w pobliżu obecnej plebanii, natrafiono na cmentarzysko wczesnośredniowieczne datowane na VI do XI wieku. Świadczy to o dużym ruchu osadniczym na tych terenach i co potwierdza dowody na istnienie rozwiniętych ludzkich społeczności.
Od momentu wzniesienia kościoła rzymskokatolickiego (tj. 1121 roku – XII wieku) w Niekrasowie, w jego najbliższym sąsiedztwie grzebano zwłoki ludzkie według ówczesnych średniowiecznych wyznaczników wiary. Osoby zasłużone w podziemiach kościoła, w tzw. katakumbach (a pozostałą biedotę wokoło świątyni). Ten zwyczaj przetrwał aż do momentu wydania odpowiedniego dekretu przez króla Stanisława Augusta Poniatowskiego w 1792 roku, który to zabraniał grzebania ludzkich zwłok na cmentarzach przykościelnych polskich kościołów rzymskokatolickich ze względu na choroby zakaźne. Zakaz ten rzadko kiedy był respektowany. Wdrażanie dekretu trwało około 40 lat, aż do momentu, gdy w Niekrasowie wybuchła epidemia cholery. Te wydarzenia zbiegły się w czasie z działaniami likwidacyjnymi ówczesnego konsystorza kościoła ewangelicko-reformatorskiego Jednoty małopolskiej. Najstarsza część cmentarza była zapomnianym cmentarzem kalwińskim wywodzącym się jeszcze z okresu reformacji, wciąż w posiadaniu kalwinów. Przejęcie pozostałości majątkowych zborów kalwińskich pozwoliło wówczas urzędującemu proboszczowi ks. Grzybowskiemu, dla wygody parafian, jak i swojej przenieść cmentarz przykościelny w to miejsce (co upamiętnia pokaźnych rozmiarów czerwony granit umieszczony obecnie na placu przykościelnym). Teren ten znajdował się w miarę blisko kościoła, (w odległości około 200 m.), funkcjonował tam też już inny cmentarz (choć zapomniany i niekatolicki). Według Wojciecha Kriegseisena cmentarz kalwiński umiejscowiono tak, aby znajdował się w znacznej odległości od zboru (według nowych wyznaczników reformatorskich), a ówczesna parafia niekrasowska nie była wyjątkiem w tym względzie. Po przejęciu wszelakich pozostałości majątkowych, pozostałych po zlikwidowanych ostatecznie w 1849 roku majątkach kalwińskich zborów, tj. w Niekrasowie i Tursku Wielkim, pozostawiono zgodnie z warunkami przejęcia – marmurowe tablice epitafijne i nagrobki znajdujące się natenczas w kościołach i na cmentarzach w tychże wioskach.
Nowy grzebalny rzymskokatolicki cmentarz parafialny usankcjonował się i administruje w obecnych granicach od 1832 roku. W tymże to roku został konsekrowany i od tego momentu przyjęła się lokalna nazwa „cmentarz niekrasowski”, który wcześniej funkcjonował pod nazwą „cmentarza przykościelnego parafii Nawiedzenia NMP”. Mały obszar cmentarza powiększano jeszcze 2–krotnie. W 1914 roku został powiększony staraniem ks. Cz. Trybulskiego, z kolei kolejne powiększenie cmentarza nastąpiło w 1978 roku, a dokonał tego ówczesny proboszcz parafii ks. J. Śmigielski.
Pierwotny cmentarz kalwiński liczył 40 m długości i 30 m szerokości, zajmując 0,12 ha powierzchni; w 1832 roku powiększono go do wielkości 23,70 arów, przekształcając na cmentarz rzymskokatolicki. W roku 1914 do powierzchni 42,70 arów. Obecnie ma on kształt wydłużonego prostokąta o wymiarach 195,88 × 67,25 m i zajmuje ogółem 1,25 ha powierzchni, bowiem w 1978 roku dokonano powiększenia 82,30 arów.
W ciągu ponad 178 lat jego istnienia zmieniała się jego struktura. Dawniej w południowej jego części, w rogu po lewej stronie znajdowało się miejsce przeznaczone do pochówku dzieci nieochrzczonych, z kolei po prawej stronie było miejsce do składania kości przenoszonych z tymczasowych grobów, bądź zlikwidowanych miejsc pochówku (także z cmentarza przykościelnego). W północno-wschodniej części cmentarza znajdowało się miejsce przeznaczone do chowania niekatolików (np. nagrobek mojżeszowy), oddzielone małym rowem od reszty nekropolii – później zasypanym. W każdym z czterech rogów cmentarza ustawione były drewniane krzyże.

## Wygląd
Cmentarz jest rozlokowany na powierzchni około 1,25 ha, w tym na „zabytkowy stary cmentarz” przypada około 12,00 arów. Całość ogrodzona jest płotem (murem z białej cegły na wysokość 1,2 m, przykrytym palona dachówką), ponadto został uporządkowany i jest w miarę zadbany. Prowadzą do niego trzy kute z żelaza bramy; dwa główne wejścia prowadzą od strony północnej (drogi powiatowej nr 0813T), a jedno tylne (od pól), które znajduje się na przeciwległym końcu do najstarszej części cmentarza.
Obecnie ma kształt wydłużonego prostokąta o wymiarach 195,88 × 67,25 m (w tym zab. 20,80 × 34,60 m) i zajmuje 1,25 ha powierzchni. Składa się z dwóch głównych części – nowej określonej w granicach z 1978 roku i starej, która z kolei dzieli się na trzy osobne części: zabytkowej (pierwotny cmentarz kalwiński sprzed 1832 roku), tej określonej w granicach z 1832 roku, jak i powiększonej a określonej w granicach z 1914 roku. Całość cmentarza poprzecinana jest rzędami alej głównych, umownych i stworzonych na potrzeby parafian (wąskich i ciasnych).
Na cmentarzu znajdują się 2 duże główne aleje, jak i umowna tylna (blisko muru południowego), oraz oddzielająca cmentarz stary od nowego, ponadto wąskie i ciasne stworzone przez parafian okalające cały cmentarz po murze:
- główna aleja na starym cmentarzu – prowadzi od I bramy do bramy III, w połowie na wschód zaczyna się granica najstarszej zabytkowej części cmentarza, przecina ją umowna aleja tylna, która przylega do alei oddzielającej cmentarz stary od nowego. To tu są zapomniane nagrobki protestanckie, w tym założycieli zboru ossalskiego rodziny Dębskich. Ponadto przy tej alei umiejscowione są ważniejsze groby (np. nagrobek mojżeszowy) i miejsca pamięci m.in. Aleksandra Kazimierza Sabbata, Adama Bienia. Z kolei w głębi po murze zachodnim znajdują się groby m.in. nieznanego żołnierza, ofiar pacyfikacji Strużek czy zabytkowy nagrobek ks. Kazimierza Forkasiewicza. Aleja ma ok. 67,25 m długości oraz od 3,50 do 4,50 m szerokości;
- główna aleja na nowym cmentarzu – ma tylko jedną bramę, II. Przecina umowną aleję tylną po murze południowym, dochodzi do niej aleja oddzielająca cmentarz stary od nowego. To tu znajduje się nagrobek ks. Jana Śmigielskiego. Aleja ma ok. 67,25 m długości oraz od 4,00 do 5,00 m szerokości;
- umowna aleja tylna – prowadzi po murze południowym, pomiędzy dwoma głównymi alejami;
- aleja oddzielająca cmentarz stary od nowego – umowna granica pomiędzy starym (w granicach z 1832 i 1914 roku) a nowym cmentarzem (w granicach z 1978 roku).

Cały cmentarz umiejscowiono na planie prostokąta (z jednym prostokątnym zębem), przylega do drogi dojazdowej do Strzegomia (owej drogi powiatowej nr 0813T); która graniczy z nim od strony północnego muru. Ponadto leży mniej więcej w odległości około 350–400 m od drogi krajowej nr 79 oraz wiaduktu (linii kolejowej nr 65) i około 200 m od kościoła.
Nekropolia niekrasowska charakteryzuje się bardzo dużą różnorodnością form i kształtów nagrobkowych, bowiem spotyka się tu murowane grobowce, obeliski, nagrobne pomniki w formie sarkofagu, kapliczek, kolumn czy żelaznych krzyży na kamiennych cokołach. Przeważają tu dzieła klasycystyczne, aczkolwiek wiele jest też z okresu romantyzmu czy neogotyku. Spotykamy tu dzieła sztuki kamieniarskiej o wysokich walorach artystycznych, autorstwa regionalnych rzeźbiarzy.
Cały teren cmentarza – stanowi skarbnicę rzeźby i małej architektury, ale tylko jego najstarsza część jest objęta ścisłą ochroną konserwatorską podległą Konserwatorowi Zabytków województwa świętokrzyskiego.

## Znane osoby tu pochowane
- ks. Marcin Biernat, zmarły w 1872 roku – ówczesny proboszcz niekrasowski (na tej mogile umieszczono płytę kamienną)[2];
- ks. Kazimierz Forkasiewicz, zmarły w 1877 roku – ówczesny proboszcz niekrasowski (na nagrobku stoi krzyż kamienny, a od lat 60. XX wieku jest to mogiła zabytkowa)[2];
- Kazimierz Radziwiłł, zmarły w 1988 roku – właściciel dóbr w Szwagrowie[2];
- ks. Jan Śmigielski, zmarły w 1990 roku – ówczesny niekrasowski proboszcz (nagrobek z czerwonego marmuru, w nowej części cmentarza)[2];
- Adam Bień, zmarły w 1998 roku – członek władz Polskiego Państwa Podziemnego (sądzony w procesie szesnastu na Łubiance)[2].
- ks. Stanisław Bastrzyk, zmarły w 2025 roku - proboszcz niekrasowski w latach 1998 - 2021 (ten sam grób co ks. Jan Śmigielski).

## Literatura
1. Barański P., „Miasto i Gmina Osiek”, Oficyna Wydawnicza APLA, Krosno 1999.
2. Bociański Cz.: Inwentarz Fundi Instucti. rz. Kat. Kościoła parafialnego w Niekrasowie. 1932. Brak numerów stron w książce